# Philippe Joseph Viard
Philippe Joseph Viard (Lione, 11 ottobre 1809 – Wellington, 2 giugno 1872) è stato un missionario e vescovo cattolico francese, primo vescovo di Wellington.

## Biografia
Fu ordinato sacerdote il 20 dicembre 1834 nella cattedrale di Lione dall'arcivescovo de Pins. Rimase sacerdote secolare dell'arcidiocesi di Lione fino al 1839.
Il 1º gennaio 1839 entrò nella Società di Maria, salpò per la Nuova Zelanda il 14 giugno 1839 a bordo dell'Australasian Packet.
Arrivò a Sydney il 23 ottobre e a destinazione con la Martha l'8 dicembre. Jean-Baptiste François Pompallier lo inviò presto a Tauranga per costruirvi una missione per i Maori, con il catechista maori Romano, anche per imparare la loro lingua.
Il 4 giugno 1841 Pompallier lo nominò vicario generale e lo richiamò a Kororareka. Viard accompagna Pompallier nei suoi viaggi intorno alla Nuova Zelanda sul Sancta Maria.
Giunse a Wallis per effettuare il rimpatrio dei resti di Pietro Chanel nella Baia delle Isole, Wallis dove fu in seguito incaricato di occuparsi delle isole del Pacifico. Viard vi si accorse che il wallisiano è affine al maori. Nel dicembre 1843, quando cercava di creare una missione in Nuova Caledonia, scoprì che la lingua di Uvea (Ouvéa) è anch'essa affine al wallisiano e poteva servire per la missione.

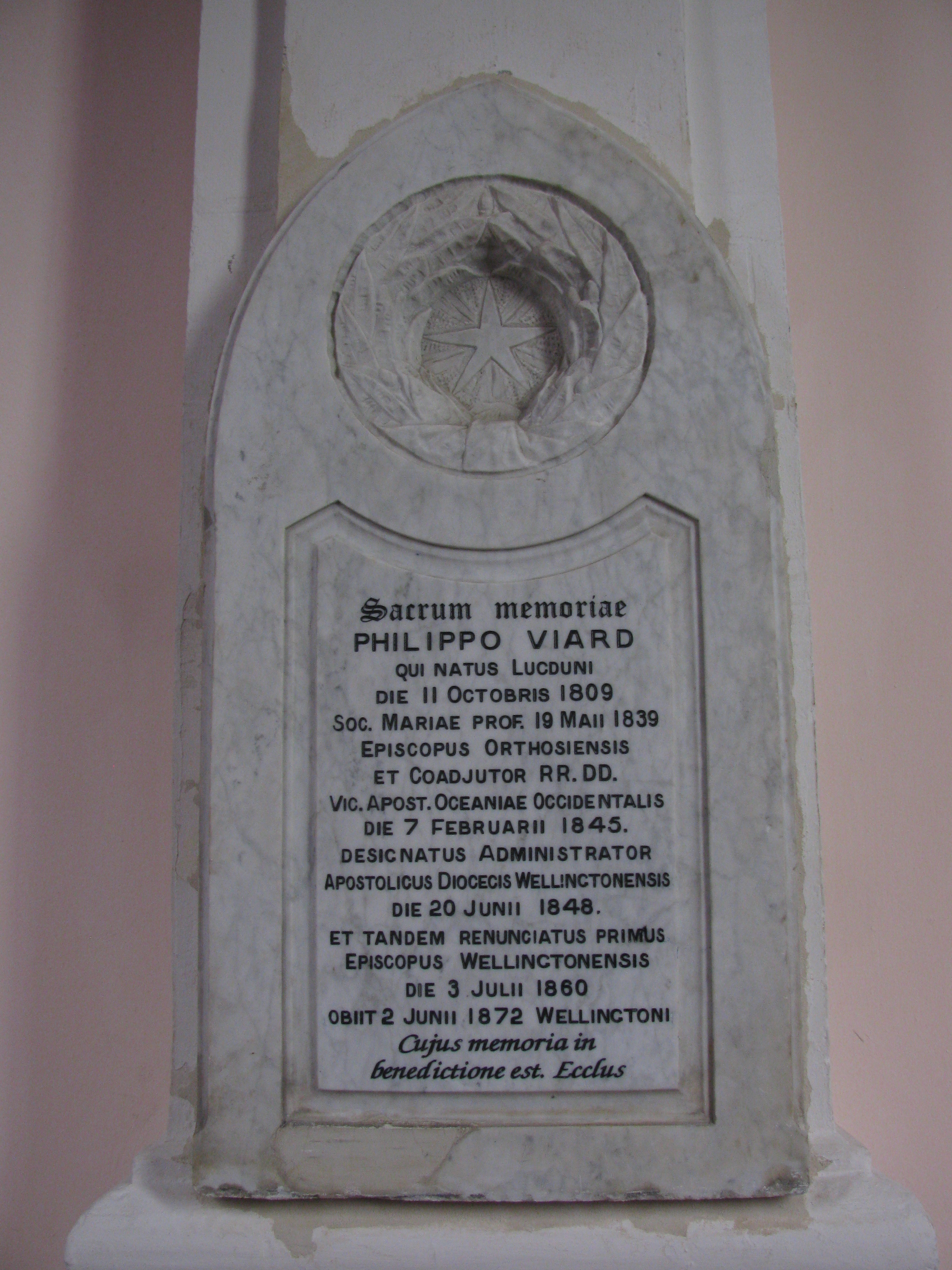
Lapide del vescovo Viard nella cattedrale Santa Maria di Wellington.

Nel settembre 1845 Pompallier lo richiamò in Nuova Zelanda, essendo stato nominato vescovo titolare di Ortosia di Caria e coadiutore di Pompallier. Fu consacrato vescovo a Sydney dall'arcivescovo Bede Polding il 4 gennaio 1846.
Nel 1860 fu promosso vescovo di Wellington, dopo esserne stato amministratore apostolico dal 20 giugno 1848, quando il vicariato era stato diviso tra il suo in quanto vescovo coadiutore e quello di Jean-Baptiste François Pompallier, con cui era in conflitto.

## Genealogia episcopale e successione apostolica
La genealogia episcopale è:
- Cardinale Scipione Rebiba
- Cardinale Giulio Antonio Santori
- Cardinale Girolamo Bernerio, O.P.
- Arcivescovo Galeazzo Sanvitale
- Cardinale Ludovico Ludovisi
- Cardinale Luigi Caetani
- Cardinale Ulderico Carpegna
- Cardinale Paluzzo Paluzzi Altieri degli Albertoni
- Cardinale Gaspare Carpegna
- Cardinale Fabrizio Paolucci
- Cardinale Francesco Barberini
- Cardinale Annibale Albani
- Cardinale Federico Marcello Lante Montefeltro della Rovere
- Vescovo Charles Walmesley, O.S.B.
- Vescovo William Gibson
- Vescovo John Douglass
- Vescovo William Poynter
- Vescovo James Yorke Bramston
- Arcivescovo John Bede Polding, O.S.B.
- Vescovo Philippe Joseph Viard, S.M.

La successione apostolica è:
- Vescovo Jean Georges Collomb, S.M. (1847)